# جيمي بيكر (كرة سلة)
جيمي بيكر (بالإنجليزية: Jimmie Baker)‏ مواليد 25 ديسمبر 1953 في فيلادلفيا، هو لاعب كرة سلة أمريكي معتزل. بدأ مسيرته الاحترافية في سنة 1975. تم اختياره من قبل فريق فيلادلفيا سفنتي سيكسرز خلال الدرافت. حمل الرقم 32. يبلغ طوله 6 قدم 9 بوصة (2.1 م). اعتزل اللعب في 1976.

## روابط خارجية
- جيمي بيكر على موقع سبورتس رفرنس (الإنجليزية)
- جيمي بيكر على موقع كلية كرة السلة في سبورتس رفرنس.كوم (الإنجليزية)
- جيمي بيكر على موقع ريلجم (الإنجليزية)
- جيمي بيكر على موقع بروبوليرز (الإنجليزية)